# Argillite
L'argillite è una roccia sedimentaria detritica (detta anche clastica) che si forma per diagenesi di sedimenti argillosi. Può contenere anche quantità variabili di particelle delle dimensioni granulometriche del silt, spesso è caratterizzata da una tipica fissilità. I suoi clasti o granuli hanno il diametro inferiore a 0,062 mm.
La sua composizione geochimica comprende tipicamente alti livelli di alluminio e silicio e quantità variabili di metalli alcalini ed alcalino-terrosi.
Dal metamorfismo delle argilliti si possono generare le filliti e gli scisti.